# 米德格雷島

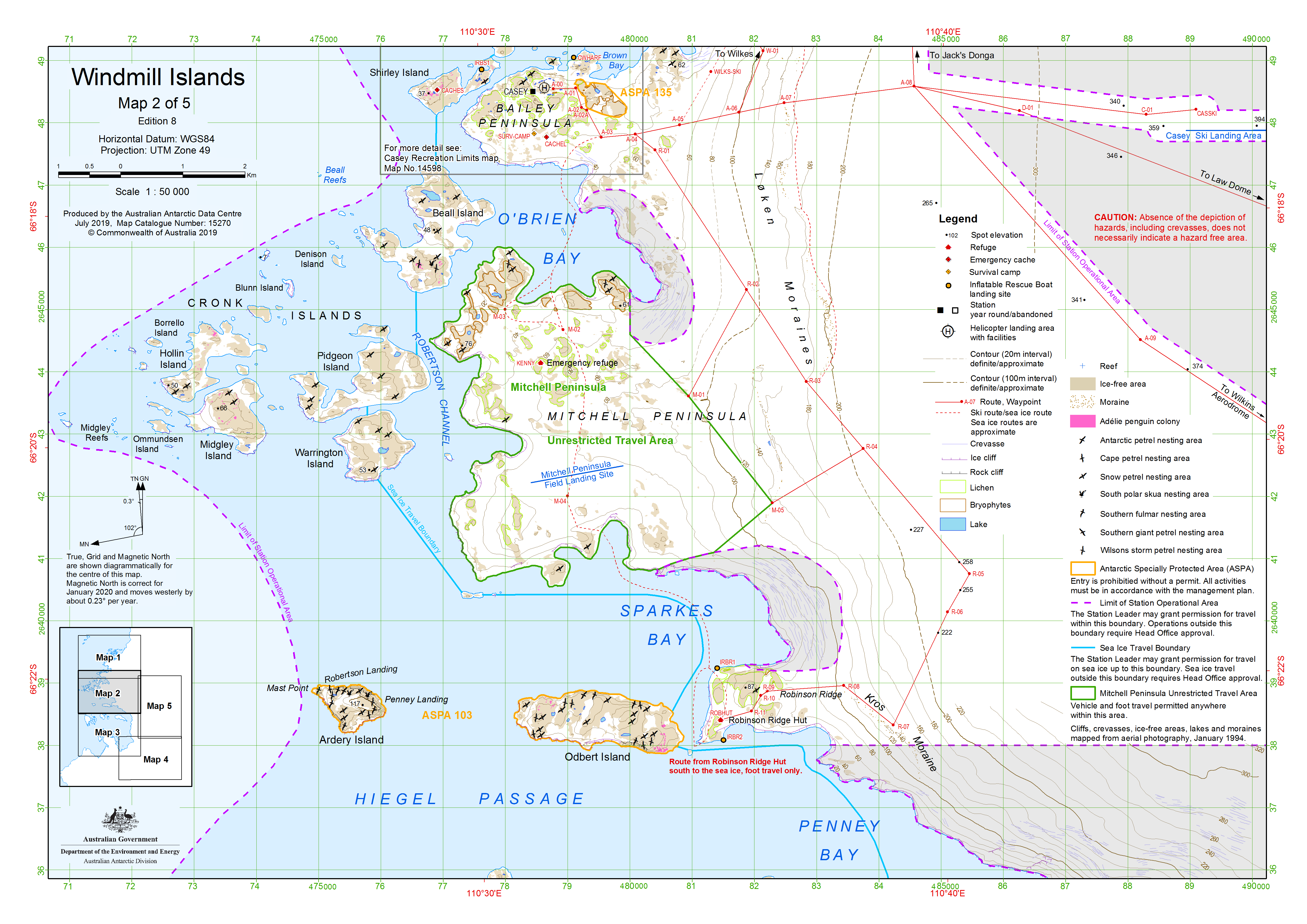
米德格雷岛的位置和范围

66°20′S 110°24′E / 66.333°S 110.400°E
米德格雷島（英語：Midgley Island）是南極洲的島嶼，位於威爾克斯地，處於霍林島以南，屬於風車群島的一部分，長1.5公里，根據美國海軍拍攝的空中照片被繪入地圖。